# كأس السوبر اللبناني
كأس السوبر اللبناني (بالإنجليزية: Lebanese Super Cup)‏ هي بطولة رسمية من مباراة واحدة يشرف عليها الاتحاد اللبناني لكرة القدم، تقام سنويا بين الفائز بـالدوري اللبناني الممتاز والفائز بـكأس الاتحاد اللبناني على ملعب مدينة كميل شمعون الرياضية.
ناديا العهد والنجمة هما أكثر الأندية تتويجا باللقب برصيد 6 ألقاب لكل منهما.

## نظام البطولة
تُلعب البطولة بين بطل الدوري اللبناني الممتاز وبطل كأس الاتحاد اللبناني، ولكن في حالة كان الفريق الفائز بالدوري هو نفسه الفائز بالكأس يتأهل وصيف الدوري اللبناني الممتاز للعب في كأس السوبر اللبناني مباشرةً.

## سجل النهائيات
- 1996: الأنصار
- 1997: الأنصار – النجمة
- 1998: الأنصار – النجمة
- 1999: الأنصار 2–2 (و.إ; 3–0 ر.ج) الهومنمن
- 2000: النجمة – شباب الساحل
- 2001: لم تنظم
- 2002: النجمة 3–3 (و.إ; 4–2 ر.ج) الأنصار
- 2003: لم تنظم
- 2004: النجمة 2–0 العهد
- 2005: لم تنظم
- 2006: لم تنظم
- 2007: لم تنظم
- 2008: العهد 3–1 نادي المبرة
- 2009: النجمة 0–0 (و.إ; 7–6 ر.ج) العهد
- 2010: العهد 1–0 الأنصار
- 2011: العهد 3–1 الصفاء
- 2012: الأنصار 1–0 الصفاء
- 2013: الصفاء 1–0 شباب الساحل
- 2014: النجمة 4–1 السلام زغرتا
- 2015: العهد 1–0 نادي طرابلس
- 2016: النجمة 2–0 الصفاء
- 2017: العهد 2–0 الأنصار
- 2018: العهد 1–0 النجمة

## سجل البطولة
| الفريق       | الفوز | الوصافة | عدد مرات الظهور في النهائي |
| ------------ | ----- | ------- | -------------------------- |
| النجمة       | 6     | 3       | 9                          |
| العهد        | 6     | 2       | 8                          |
| الأنصار      | 5     | 3       | 8                          |
| الصفاء       | 1     | 3       | 4                          |
| شباب الساحل  | 0     | 2       | 2                          |
| الهومنمن     | 0     | 1       | 1                          |
| نادي المبرة  | 0     | 1       | 1                          |
| السلام زغرتا | 0     | 1       | 1                          |
| نادي طرابلس  | 0     | 1       | 1                          |

## مقالات متعلقة
- كأس النخبة اللبناني
- كأس الاتحاد اللبناني
- كأس التحدي اللبناني